# 25-й Северокаролинский пехотный полк
25-й Северокаролинский пехотный полк (англ. 25th North Carolina Infantry) представлял собой один из пехотных полков армии Конфедерации во время Гражданской войны в США. Он был набран в западных, горных районах Северной Каролины и сражался в составе Северовирджинской армии от Семидневной битвы до сражения при Фредериксберге (где участвовал в обороне высот Мари), и позже — от осады Петерсберга до капитуляции при Аппоматтоксе.

## Формирование
25-й Северокаролинский был сформирован в Эшвиле 15 августа 1861 года и первоначально назывался 15-й северокаролинский добровольческий (15th North Carolina Volunteers). Его роты были набраны в западных округах штата: Хендерсон, Джексон, Хэйвуд, Чероки, Трансильвания, Макон, Бэнкомб и Клэй. Его полковником был избран бывший сенатор Томас Клингман, подполковником — Клэр Дэринг, бывший офицер федеральной армии, а майором — Генри Рутледж, которому тогда было 22 года.
- Рота A — округ Хендерсон — кап. Бейлис Эдни
- Рота B — округ Джексон — кап. Тадеуш Брайсон
- Рота C — округ Хэйвуд — кап. Сэм Брайсон
- Рота D — округ Чероки — кап. Джон Фрэнсис (ранен при Малверн-Хилл)
- Рота E — округ Трансильвания — кап. Фрэнсис Джонстон
- Рота F — округ Хэйвуд — кап. Томас Ленуар (Затем Джеймс Кэсей, который погиб в бою у Воронки)
- Рота G — округа Клэй и Макон — кап. Уильям Грэди (погиб в бою у Воронки)
- Рота H — округа Бэнкомб и Хендерсон — кап. Фрелдерик Блэйк
- Рота I — округ Бэнкомб — кап. Джордж Хоуэлл
- Рота K — округ Бэнкомб — кап. Чарльз Робертс

По воспоминаниям участников, в полку числилось всего несколько рабовладельцев. 90 % полка составляли фермеры или родственники фермеров, 80 % рядовых имели свои фермы, а 20 % работали на арендованных фермах. Большинство рядовых, по их воспоминаниям, никогда в жизни не видели паровоза.

## Боевая история

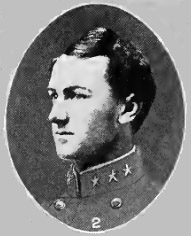
Полковник Генри Ратледж

18 сентября полк был направлен из Эшвилла к ж-д станции у Моргантона, оттуда в Роли, где после небольшой стоянки отправился к Уилмингтону и прибыл туда 29 сентября, занял лагерь Митчелс-Саунд. В лагере солдатам раздали ружья. Зиму полк провёл на пикетной службе у Грэхамвилла.
14 марта 1862 года полк был направлен к Нью-Берну, которому угрожала федеральная армия, однако, Ньюберн пал до прибытия полка, поэтому 25-й Северокаролинский отправили к Кинстону, где он соединился с остальными полками штата. Здесь прошла реорганизация: Клингман был переизбран полковником, подполковник Деринг тоже сохранил своё место, однако, как бывший кадровый военный, он не захотел оставаться далее подполковником и уволился из полка, на его место был избран Генри Ратледж. Однако, 17 мая Клингман получил звание бригадного генерала и возглавил бригаду, а вместо него командиром полка был избран Ратледж. Полк свели с 24-м, 26-м, 35-м и 49-м Северокаролинскими полками в одну бригаду, которую возглавил Роберт Рэнсом.
24 июня 1862 года полк прибыл к Ричмонду, а 25 июня был направлен на соединение с дивизией Хьюджера, которая в тот день вела бои, известные как Сражение при Оак-Гроув. Полк успел принять участие в сражении, отбив атаку федеральной армии на северной стороне Уильямсбергской дороге. В этом бою полк потерял 2 человека убитыми и 40 ранеными. Впоследствии полк был незначительно задействован в последующих сражениях Семидневной битвы и более серьёзно — в сражении при Малверн-Хилл, где потерял 93 человека убитыми и ранеными. Поле сражения полк был отведён в лагерь под Дрюрис-Блафф, где впервые пережил серьёзную эпидемию, которая унесла жизни 81 человека.
В сентябре 1862 года бригада была включена в дивизию Джона Уокера и участвовала в Мэрилендской кампании. Она была задействована в осаде Харперс-Ферри, где участвовала в захвате Лаудонских высот. От Харперс-Ферри бригада была переброшена к Шарпсбергу, где участвовала в сражении при Энтитеме. Бригада Рэнсома была размещена на крайнем правом фланге армии, но в 08:00 было приказано перебросить всю дивизию Уокера на левый фланг, на помощь Томасу Джексону. В 09:30 дивизии Уокера и Маклоуза совместно отбили последнюю федеральную атаку на этом участке — атаку дивизии генерала Седжвика.